# Adaptec
Adaptec es una empresa estadounidense fundada en 1981, fabricante de hardware con sede en Milpitas, California.
La empresa es fabricante de chips del siguiente hardware (y el correspondiente software):
- adaptadores internos host-bus,
- controladores de RAID (Redundant Array of Inexpensive Disks),
- redes de área de almacenamiento (Storage Area Network o SAN),
- iSCSI-SAN basados en Ethernet (IP SAN),
- almacenamiento conectado en red (Network Attached Storage, NAS).

## Historia
Adaptec fue fundada en 1981 en Silicon Valley.
La empresa se hizo popular gracias a sus adaptadores Small Computer System Interface (SCSI).
En los años 1990, Adaptec adquirió a sus competidores Trantor y Future Domain.
También Cogent, el popular fabricante de redes, fue adquirido poco después.
En mayo de 2010 se vendió el negocio de tarjetas RAID a la empresa PMC Sierra.
Después PMC-Sierra fue adquirida por Microsemi y ésta fue adquirida posteriormente por Microchip Technology.

## Productos

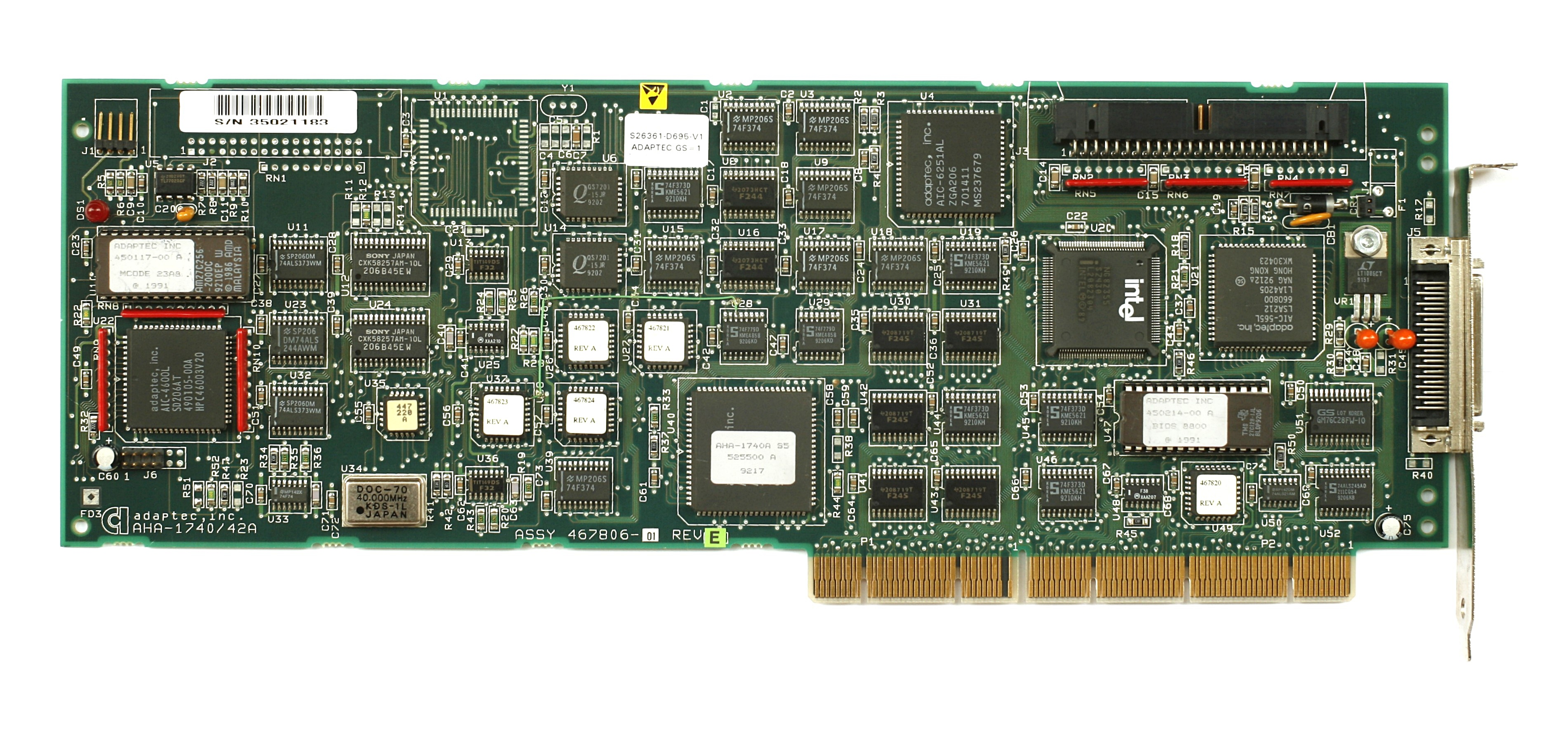
Adaptador SCSI, Host Adaptec (AHA), 1740.

La empresa se dedica principalmente a la fabricación de adaptadores para interfaces de dispositivos de almacenamiento de datos.
La gama de productos comprende adaptadores para:
- Universal Serial Bus (USB),
- IEEE 1394 (FireWire),
- SCSI,
- iSCSI,
- Canal de fibra (FibreChannel),
- Serial ATA (SATA),
- Serial Attached SCSI (SAS),
- audio/video,
- así como dispositivos de pequeño tamaño como concentradores de puertos USB (Hub USB).

El programa grabador de discos ópticos Easy CD Creator de Adaptec, fue muy popular porque se distribuía con muchos grabadores de discos compactos. Esa división de software se convirtió en Roxio, que fue posteriormente adquirida por Corel